# Modélisation dimensionnelle
 (novembre 2019).
La modélisation dimensionnelle est l'un des principaux standards de modélisation en Datawarehousing. 
Elle est conceptualisée et décrite par Ralph Kimball.

## Schéma dimensionnel
Représenter les données dans des schémas logiques et compréhensibles permet d'aider à la prise de décisions (informatique décisionnelle). Ces schémas dimensionnels peuvent être mis à jour grâce à un rafraîchissement périodique des données. 
Ces schémas comprennent des faits et des dimensions. 

## Clés
Une clé permet de définir une ligne dans un tableau de données. 
Il en existe différents types : Clé primaire, clé étrangère, clé composite, clé alternative, clé candidate, clé naturelle, clé artificielle ou de substitution, et clé métier. 

## Granularité
La granularité est le niveau de détail des données.